# Liste der Bodendenkmäler in Nümbrecht
Die Liste der Bodendenkmäler in Nümbrecht enthält die denkmalgeschützten unterirdischen baulichen Anlagen, Reste oberirdischer baulicher Anlagen, Zeugnisse tierischen und pflanzlichen Lebens und paläontologischen Reste auf dem Gebiet der Gemeinde Nümbrecht im Oberbergischen Kreis in Nordrhein-Westfalen (Stand: September 2020). Diese Bodendenkmäler sind in Teil B der Denkmalliste der Gemeinde Nümbrecht eingetragen; Grundlage für die Aufnahme ist das Denkmalschutzgesetz Nordrhein-Westfalen (DSchG NRW).
| Bild | Bezeichnung     | Lage                             | Beschreibung                                                                   | Bauzeit | Eingetragen seit | Denkmal- nummer |
| ---- | --------------- | -------------------------------- | ------------------------------------------------------------------------------ | ------- | ---------------- | --------------- |
|      | Goldener Trog   | Bierenbachtal/Hübender Abbenroth | Eisenerzgrube im Tagebau Grubenanlage ist heute größtenteils von Wald bedeckt. |         | 18.12.1998       | 41              |
|      | Schloss Homburg | Schloss Homburg                  |                                                                                |         | 06.10.1998       | 102             |
|      | Burg Holstein   | Holsteinsmühle                   | Grabenanlage mit Resten eines quadratischen Burggebäudes                       |         | 30.09.1983       | 40              |